# SAP30
Белок, ассоциированный с Sin3A, 30 кДа, известный также как SAP30, — белок, кодируемый у человека геном SAP30.

## Функция
Ацетилирование гистонов играет ключевую роль в регуляции экспрессии эукариотических генов. Ацетилирование и деацетилирование гистонов катализируют мультисубъединичные комплексы. Белок, кодируемый этим геном — составляющая комплекса гистондеацетилазы, который включает в себя SIN3A, SAP18, HDAC1, HDAC2, RbAp46, RbAp48 и другие полипептиды. Этот комплекс принимает активное участие в деацетилировании основных гистонов октамеров, но бездействует при деацетилировании нуклеосомных гистонов. Псевдоген этого гена находится на хромосоме 3.
Млекопитающие имеют один паралог SAP30, названный SAP30-подобным (SAP30L), доступные последовательности которого на 70 % идентичны с SAP30. SAP30 и SAP30L вместе составляют хорошо сохранившееся семейство белков SAP30. SAP30L также взаимодействует с несколькими компонентами корепрессора комплекса Sin3A и вызывает репрессию транскрипции с помощью рекрутирования Sin3A и гистондеацетилаз.
Белки семейства SAP30 имеют функциональную ядерную локализацию сигнала и они могут передавать сигнал Sin3A к ядру. Белки SAP30 имеют независимый контакт последовательностей с ДНК, их N-терминальнвй цинкозависимой модуль и их кислый центральный регион вносит свой вклад в взаимодействия гистонов и нуклеосом. ДНК-связывание белков SAP30 регулируется ядерной сигнализацией липидов, фосфоинозитидов (PI). Белки SAP30 предоставляют первый пример, в котором ДНК и PI, кажется, стоят во взаимно антагонистических взаимоотношениях в части их взаимодействия с белками цинкового пальца и, таким образом, иллюстрируют молекулярный механизм, как эти липиды могут способствовать регуляции генов.

## Взаимодействия
SAP30, как было выявлено, взаимодействует с HDAC1, гистондеацетилазой 2, SIN3A, RBBP7, корепрессором ядерных рецепторов 1, RBBP4, ING1 и YY1.